# Mario Lemina
Mario René Junior Lemina (Libreville, 1º settembre 1993) è un calciatore gabonese con cittadinanza francese, centrocampista del Galatasaray e della nazionale gabonese.

## Caratteristiche tecniche
È un centrocampista molto versatile, peculiarità che gli ha permesso di ricoprire anche i ruoli di esterno e di terzino destro, fino a essere provato all'occorrenza e con successo come difensore centrale in una difesa a tre. In possesso di un buon bagaglio tecnico e dotato di dinamismo e forza fisica, grazie a queste eccelle nel saltare l'avversario; si dimostra inoltre abile nel recupero del pallone nonché in fase di impostazione e distribuzione dello stesso.

## Carriera

### Club

#### Lorient e Olympique Marsiglia

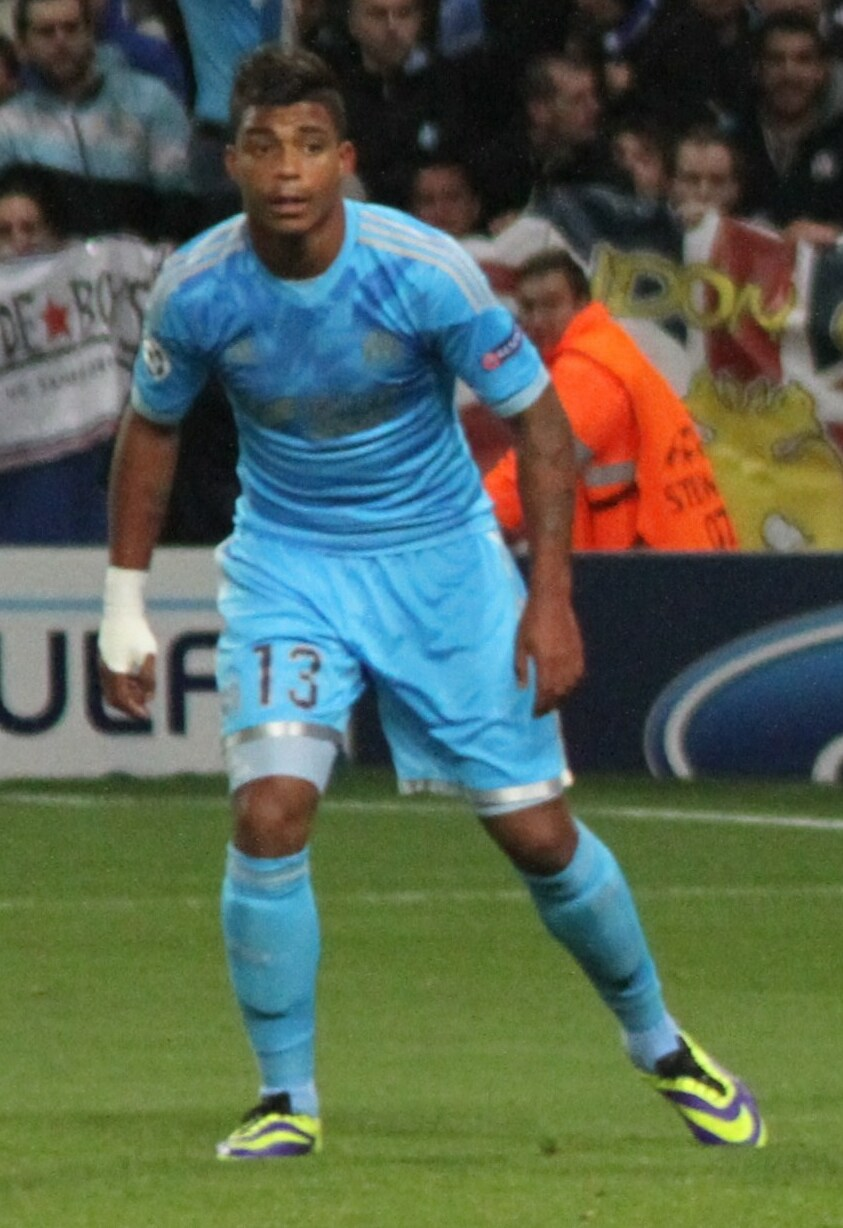
Lemina in azione all'OM nella stagione 2013-2014

Nella stagione 2012-2013 ha giocato 9 partite in Ligue 1 e 4 in Coppa di Francia con la maglia del Lorient. Il suo trasferimento all'Olympique Marsiglia si è concluso nelle ultime ore del mercato estivo e contro il parere dell'allenatore dell'epoca, Christian Gourcuff; ciò ha segnato l'inizio del deterioramento dei rapporti tra Gourcuff e il suo presidente, conclusosi con la sua partenza dalla panchina bretone un anno dopo. Il trasferimento è costato 4 milioni di euro, più il giovane centrocampista Rafidine Abdullah e il prestito annuale di un altro giovane marsigliese, Larry Azouni.

#### Juventus
Il 31 agosto 2015 approda in Italia, passando alla Juventus in prestito oneroso per 500 000 euro, con diritto di riscatto, nell'ambito dell'operazione che porta De Ceglie e Isla a Marsiglia; diventa il primo calciatore gabonese a militare nelle file della compagine torinese. Esordisce in bianconero il successivo 20 settembre, giocando da titolare la trasferta di Serie A vinta 2-0 contro il Genoa. Il 26 dello stesso mese segna il suo primo gol con i torinesi, nella sconfitta di campionato per 1-2 sul campo del Napoli. Il 3 novembre seguente esordisce con la Juventus in Champions League, subentrando a Sturaro nella sfida pareggiata 1-1 in casa del Borussia M'gladbach. Nello stesso mese è vittima di un'infiammazione al ginocchio che lo costringe a fermarsi per i successivi quattro mesi.
Torna in campo il 2 marzo 2016, nella semifinale di Coppa Italia persa per 0-3 sul campo dell'Inter (i piemontesi passeranno poi il turno ai tiri di rigore), subentrando a Hernanes al 71' di gioco. Il 6 marzo seguente torna al gol in campionato, nella vittoria esterna 2-0 sull'Atalanta. Il 25 aprile seguente vince con i bianconeri il suo primo scudetto; quattro giorni dopo, a fronte di una stagione comunque positiva per Lemina nonostante il lungo stop, la Juventus ne riscatta l'intero cartellino per 9,5 milioni. Il 21 maggio 2016 il calciatore conquista anche la sua prima Coppa Italia, giocando da titolare la finale vinta 1-0 ai supplementari contro il Milan.
L'annata 2016-2017 lo vede impiegato in misura maggiore, ma di fatto relegato tra le seconde linee della squadra juventina; in questa stagione partecipa comunque alla conquista di un nuovo double nazionale, e gioca inoltre la sua prima finale di Champions League, subentrando nel corso della sfida persa dai bianconeri contro il Real Madrid.

#### Southampton, Galatasaray e Fulham
Nell'estate seguente viene ceduto al Southampton, che lo acquista per 17 milioni di euro (più 3 di bonus). Rimane in Inghilterra per le successive due stagioni, prima di approdare nell'estate 2019 in prestito oneroso al Galatasaray.
Dopo una stagione in Turchia, nell'agosto 2020 il Southampton lo cede nuovamente in prestito al Fulham, neopromosso in Premier League.

#### Nizza e Wolverhampton
Il 24 luglio 2021 torna in Francia, trasferendosi a titolo definitivo al Nizza. Dopo aver fatto il proprio debutto in campionato con i niçois, il 22 dicembre 2021 segna anche il primo gol con la nuova maglia, contro il Lens.
Dopo due stagioni in Francia, il 13 gennaio 2023 fa ritorno in Inghilterra, venendo acquistato 
a titolo definitivo dal Wolverhampton, con cui debutta il giorno dopo come sostituto in una gara di campionato contro il West Ham Utd, vinta 1-0.
La settimana seguente ha anche debuttato da titolare in occasione della sconfitta per 3-0 contro il Manchester City.

### Nazionale
Calcisticamente cresciuto in Francia, ha giocato due partite nella fase a gironi del campionato del mondo Under-20 2013 vinto dalla Francia. Dopo aver compiuto la trafila delle nazionali giovanili francesi, nel settembre del 2015 sceglie di difendere i colori del Gabon, suo paese d'origine, con cui trova subito il gol all'esordio, il 9 ottobre seguente, nel pareggio 3-3 nell'amichevole contro la Tunisia.

## Statistiche

### Presenze e reti nei club
Statistiche aggiornate al 5 febbraio 2025.
| Stagione                   | Squadra                    | Campionato                 | Campionato | Campionato | Coppe nazionali | Coppe nazionali | Coppe nazionali | Coppe continentali | Coppe continentali | Coppe continentali | Altre coppe | Altre coppe | Altre coppe | Totale | Totale |
| Stagione                   | Squadra                    | Comp                       | Pres       | Reti       | Comp            | Pres            | Reti            | Comp               | Pres               | Reti               | Comp        | Pres        | Reti        | Pres   | Reti   |
| -------------------------- | -------------------------- | -------------------------- | ---------- | ---------- | --------------- | --------------- | --------------- | ------------------ | ------------------ | ------------------ | ----------- | ----------- | ----------- | ------ | ------ |
| 2012-2013                  | Lorient                    | L1                         | 10         | 0          | CF+CdL          | 4+0             | 0               | -                  | -                  | -                  | -           | -           | -           | 14     | 0      |
| ago. 2013                  | Lorient                    | L1                         | 4          | 0          | CF+CdL          | 0               | 0               | -                  | -                  | -                  | -           | -           | -           | 4      | 0      |
| Totale Lorient             | Totale Lorient             | Totale Lorient             | 14         | 0          |                 | 4               | 0               |                    | -                  | -                  |             | -           | -           | 18     | 0      |
| ago. 2013-2014             | Olympique Marsiglia        | L1                         | 14         | 0          | CF+CdL          | 1+2             | 0               | UCL                | 4                  | 0                  | -           | -           | -           | 21     | 0      |
| 2014-2015                  | Olympique Marsiglia        | L1                         | 23         | 2          | CF+CdL          | 1+1             | 0               | -                  | -                  | -                  | -           | -           | -           | 25     | 2      |
| ago. 2015                  | Olympique Marsiglia        | L1                         | 4          | 0          | CF+CdL          | 0               | 0               | UEL                | -                  | -                  | -           | -           | -           | 4      | 0      |
| Totale Olympique Marsiglia | Totale Olympique Marsiglia | Totale Olympique Marsiglia | 41         | 2          |                 | 5               | 0               |                    | 4                  | 0                  |             | -           | -           | 50     | 2      |
| ago. 2015-2016             | Juventus                   | A                          | 10         | 2          | CI              | 2               | 0               | UCL                | 1                  | 0                  | SI          | -           | -           | 13     | 2      |
| 2016-2017                  | Juventus                   | A                          | 19         | 1          | CI              | 2               | 0               | UCL                | 7                  | 0                  | SI          | 1           | 0           | 29     | 1      |
| Totale Juventus            | Totale Juventus            | Totale Juventus            | 29         | 3          |                 | 4               | 0               |                    | 8                  | 0                  |             | 1           | 0           | 42     | 3      |
| 2017-2018                  | Southampton                | PL                         | 25         | 1          | FACup+CdL       | 4+0             | 0               | -                  | -                  | -                  | -           | -           | -           | 29     | 1      |
| 2018-2019                  | Southampton                | PL                         | 21         | 1          | FACup+CdL       | 0+2             | 0               | -                  | -                  | -                  | -           | -           | -           | 23     | 1      |
| Totale Southampton         | Totale Southampton         | Totale Southampton         | 46         | 2          |                 | 6               | 0               |                    | -                  | -                  |             | -           | -           | 52     | 2      |
| 2019-2020                  | Galatasaray                | SL                         | 20         | 0          | CT              | 4               | 1               | UCL                | 4                  | 1                  | -           | -           | -           | 28     | 2      |
| 2020-2021                  | Fulham                     | PL                         | 28         | 1          | FACup+CdL       | 1+1             | 0+0             | -                  | -                  | -                  | -           | -           | -           | 30     | 1      |
| 2021-2022                  | Nizza                      | L1                         | 32         | 2          | CF              | 4               | 0               | -                  | -                  | -                  | -           | -           | -           | 36     | 2      |
| 2022-gen. 2023             | Nizza                      | L1                         | 14         | 0          | CF              | 1               | 0               | UECL               | 7                  | 0                  | -           | -           | -           | 22     | 0      |
| Totale Nizza               | Totale Nizza               | Totale Nizza               | 46         | 2          |                 | 5               | 0               |                    | 7                  | 0                  |             | -           | -           | 58     | 2      |
| gen.-giu. 2023             | Wolverhampton              | PL                         | 19         | 0          | FACup+CdL       | 0               | 0               | -                  | -                  | -                  | -           | -           | -           | 19     | 0      |
| 2023-2024                  | Wolverhampton              | PL                         | 35         | 4          | FACup+CdL       | 4+0             | 1+0             | -                  | -                  | -                  | -           | -           | -           | 39     | 5      |
| 2024-feb. 2025             | Wolverhampton              | PL                         | 17         | 1          | FACup+CdL       | 0+2             | 0               | -                  | -                  | -                  | -           | -           | -           | 19     | 1      |
| Totale Wolverhampton       | Totale Wolverhampton       | Totale Wolverhampton       | 71         | 5          |                 | 6               | 1               |                    | -                  | -                  |             | -           | -           | 77     | 6      |
| feb.-giu. 2025             | Galatasaray                | SL                         | 0          | 0          | TK              | 0               | 0               | UEL                | 0                  | 0                  | ST          | -           | -           | 0      | 0      |
| Totale carriera            | Totale carriera            | Totale carriera            | 295        | 15         |                 | 36              | 2               |                    | 23                 | 1                  |             | 1           | 0           | 355    | 18     |

### Cronologia presenze e reti in nazionale
| Cronologia completa delle presenze e delle reti in nazionale ― Gabon | Cronologia completa delle presenze e delle reti in nazionale ― Gabon | Cronologia completa delle presenze e delle reti in nazionale ― Gabon | Cronologia completa delle presenze e delle reti in nazionale ― Gabon | Cronologia completa delle presenze e delle reti in nazionale ― Gabon | Cronologia completa delle presenze e delle reti in nazionale ― Gabon | Cronologia completa delle presenze e delle reti in nazionale ― Gabon | Cronologia completa delle presenze e delle reti in nazionale ― Gabon |
| Data                                                                 | Città                                                                | In casa                                                              | Risultato                                                            | Ospiti                                                               | Competizione                                                         | Reti                                                                 | Note                                                                 |
| -------------------------------------------------------------------- | -------------------------------------------------------------------- | -------------------------------------------------------------------- | -------------------------------------------------------------------- | -------------------------------------------------------------------- | -------------------------------------------------------------------- | -------------------------------------------------------------------- | -------------------------------------------------------------------- |
| 9-10-2015                                                            | Tunisi                                                               | Tunisia                                                              | 3 – 3                                                                | Gabon                                                                | Amichevole                                                           | 1                                                                    |                                                                      |
| 12-10-2015                                                           | Mons                                                                 | Gabon                                                                | 1 – 2                                                                | RD del Congo                                                         | Amichevole                                                           | -                                                                    | 76’                                                                  |
| 14-11-2015                                                           | Libreville                                                           | Gabon                                                                | 5 – 3                                                                | Mozambico                                                            | Qual. Mondiali 2018                                                  | -                                                                    | 37’ 45’                                                              |
| 25-3-2016                                                            | Franceville                                                          | Gabon                                                                | 2 – 1                                                                | Sierra Leone                                                         | Amichevole                                                           | -                                                                    |                                                                      |
| 28-3-2016                                                            | Freetown                                                             | Sierra Leone                                                         | 1 – 0                                                                | Gabon                                                                | Amichevole                                                           | -                                                                    | 46’                                                                  |
| 8-10-2016                                                            | Franceville                                                          | Gabon                                                                | 0 – 0                                                                | Marocco                                                              | Qual. Mondiali 2018                                                  | -                                                                    |                                                                      |
| 12-11-2016                                                           | Bamako                                                               | Mali                                                                 | 0 – 0                                                                | Gabon                                                                | Qual. Mondiali 2018                                                  | -                                                                    | 32’                                                                  |
| 15-11-2016                                                           | Tunisi                                                               | Gabon                                                                | 1 – 1                                                                | Comore                                                               | Amichevole                                                           | 1                                                                    |                                                                      |
| 14-1-2017                                                            | Libreville                                                           | Gabon                                                                | 1 – 1                                                                | Guinea-Bissau                                                        | Coppa d'Africa 2017 - 1º turno                                       | -                                                                    | 73’                                                                  |
| 2-9-2017                                                             | Libreville                                                           | Gabon                                                                | 0 – 3                                                                | Costa d'Avorio                                                       | Qual. Mondiali 2018                                                  | -                                                                    |                                                                      |
| 5-9-2017                                                             | Bouaké                                                               | Costa d'Avorio                                                       | 1 – 2                                                                | Gabon                                                                | Qual. Mondiali 2018                                                  | 1                                                                    | 76’                                                                  |
| 7-10-2017                                                            | Casablanca                                                           | Marocco                                                              | 3 – 0                                                                | Gabon                                                                | Qual. Mondiali 2018                                                  | -                                                                    |                                                                      |
| 22-3-2018                                                            | Bangkok                                                              | Thailandia                                                           | 0 – 0 (4 – 2 dtr)                                                    | Gabon                                                                | Amichevole                                                           | -                                                                    |                                                                      |
| 25-3-2018                                                            | Bangkok                                                              | Emirati Arabi Uniti                                                  | 0 – 1                                                                | Gabon                                                                | Amichevole                                                           | -                                                                    | 79’                                                                  |
| 8-9-2018                                                             | Libreville                                                           | Gabon                                                                | 1 – 1                                                                | Burundi                                                              | Qual. Coppa d'Africa 2019                                            | -                                                                    |                                                                      |
| 13-10-2018                                                           | Libreville                                                           | Gabon                                                                | 3 – 0                                                                | Sudan del Sud                                                        | Qual. Coppa d'Africa 2019                                            | -                                                                    | 66’                                                                  |
| 14-11-2019                                                           | Kinshasa                                                             | RD del Congo                                                         | 0 – 0                                                                | Gabon                                                                | Qual. Coppa d'Africa 2021                                            | -                                                                    | 88’                                                                  |
| 17-11-2019                                                           | Libreville                                                           | Gabon                                                                | 2 – 1                                                                | Angola                                                               | Qual. Coppa d'Africa 2021                                            | -                                                                    | 70’                                                                  |
| 25-3-2021                                                            | Libreville                                                           | Gabon                                                                | 3 – 0                                                                | RD del Congo                                                         | Qual. Coppa d'Africa 2021                                            | -                                                                    | 82’                                                                  |
| 1-9-2021                                                             | Bengasi                                                              | Libia                                                                | 2 – 1                                                                | Gabon                                                                | Qual. Mondiali 2022                                                  | -                                                                    |                                                                      |
| 5-9-2021                                                             | Franceville                                                          | Gabon                                                                | 1 – 1                                                                | Egitto                                                               | Qual. Mondiali 2022                                                  | -                                                                    |                                                                      |
| 8-10-2021                                                            | Luanda                                                               | Angola                                                               | 3 – 1                                                                | Gabon                                                                | Qual. Mondiali 2022                                                  | -                                                                    |                                                                      |
| 12-11-2021                                                           | Franceville                                                          | Gabon                                                                | 1 – 0                                                                | Libia                                                                | Qual. Mondiali 2022                                                  | -                                                                    | 46’ 58’                                                              |
| 2-1-2022                                                             | Dubai                                                                | Burkina Faso                                                         | 3 – 0                                                                | Gabon                                                                | Amichevole                                                           | -                                                                    | Uscita                                                               |
| 4-1-2022                                                             | Dubai                                                                | Mauritania                                                           | 1 – 1                                                                | Gabon                                                                | Amichevole                                                           | -                                                                    |                                                                      |
| 18-6-2023                                                            | Franceville                                                          | Gabon                                                                | 0 – 2                                                                | RD del Congo                                                         | Qual. Coppa d'Africa 2023                                            | -                                                                    | 55’                                                                  |
| 9-9-2023                                                             | Nouakchott                                                           | Mauritania                                                           | 2 – 1                                                                | Gabon                                                                | Qual. Coppa d'Africa 2023                                            | -                                                                    | 71’                                                                  |
| 16-11-2023                                                           | Franceville                                                          | Gabon                                                                | 2 – 1                                                                | Kenya                                                                | Qual. Mondiali 2026                                                  | -                                                                    | 68’                                                                  |
| 22-3-2024                                                            | Amiens                                                               | Senegal                                                              | 3 – 0                                                                | Gabon                                                                | Amichevole                                                           | -                                                                    |                                                                      |
| 25-3-2024                                                            | Chambly                                                              | Gabon                                                                | 1 – 1                                                                | Rep. del Congo                                                       | Amichevole                                                           | -                                                                    |                                                                      |
| 7-6-2024                                                             | Korhogo                                                              | Costa d'Avorio                                                       | 1 – 0                                                                | Gabon                                                                | Qual. Mondiali 2026                                                  | -                                                                    |                                                                      |
| 11-6-2024                                                            | Franceville                                                          | Gabon                                                                | 3 – 2                                                                | Gambia                                                               | Qual. Mondiali 2026                                                  | -                                                                    | 87’                                                                  |
| 11-10-2024                                                           | Franceville                                                          | Gabon                                                                | 0 – 0                                                                | Lesotho                                                              | Qual. Coppa d'Africa 2025                                            | -                                                                    | Cap.                                                                 |
| 15-10-2024                                                           | Durban                                                               | Lesotho                                                              | 0 – 2                                                                | Gabon                                                                | Qual. Coppa d'Africa 2025                                            | -                                                                    | Cap.                                                                 |
| 15-11-2024                                                           | Franceville                                                          | Gabon                                                                | 1 – 5                                                                | Marocco                                                              | Qual. Coppa d'Africa 2025                                            | -                                                                    |                                                                      |
| 23-3-2025                                                            | Nairobi                                                              | Kenya                                                                | 1 – 2                                                                | Gabon                                                                | Qual. Mondiali 2026                                                  | -                                                                    | 90+3’                                                                |
| Totale                                                               |                                                                      | Presenze                                                             | 36                                                                   |                                                                      | Reti                                                                 | 3                                                                    |                                                                      |

## Palmarès

### Club
- Campionato italiano: 2

Juventus: 2015-2016, 2016-2017
- Coppa Italia: 2

Juventus: 2015-2016, 2016-2017
- Coppa di Turchia: 1

Galatasaray: 2024-2025
- Campionato turco: 1

Galatasaray:  2024-2025

### Nazionale
- Campionato mondiale Under-20: 1

Francia: Turchia 2013